# Maria Euphrosina Ettenauer
Maria Euphrosina Ettenauer OSB († 30. September 1686 auf Frauenwörth) war eine deutsche Benediktinerin. Von 1682 bis 1686 war sie Äbtissin des Klosters Frauenchiemsee, das auch als Frauenwörth bezeichnet wird.

## Leben
Euphrosina Ettenauer kam 1649 nach Chiemsee und nahm den Klosternamen Maria Euphrosina an. Die vormalige Priorin des Klosters wurde 1682 nach dem Tod von Scholastika von Perfall zur Äbtissin gewählt. Sie starb am 30. September 1686 auf Frauenwörth und ist auf der Insel begraben.